# Ніч 16 січня
Ніч 16 січня — театральна п'єса створена американською письменницею російського походження Айн Ренд. За непідтвердженою інформацією, до написання п'єси Айн Ренд підштовхнуло самогубство шведського підприємця та фінансиста Івара Крюгера, який володів компанією що контролювала 75 % світового ринку сірників, через банкрутство.
Дія п'єси відбувається в залі суду в місті Нью-Йорк, де жінку на ім'я Карен Андре судять за вбивство її колишнього начальника Бйорна Фолкнера. Незвичайною особливістю п'єси є те, що дванадцять глядачів виконують роль присяжних і в кінці вистави виносять свій вердикт. У п'єсі прямо не показуються обставини смерті Фолкнера, а тільки обговорюються, тому присяжним доводиться покладатися на свідчення персонажів п'єси. В основу п'єси поставлене протистояння індивідуалізма та конформізма, і рішення присяжних демонструє що з цього вони обирають.
Прем'єра вистави відбулась в 1934 році в Голлівуді під назвою «Жінка на суді». Вистава отримала гарні відгуки та мала помірний комерційний успіх. Через рік після прем'єри театральний продюсер Ел Вудс переніс виставу на Бродвей та перейменував її у «Ніч 16 січня». Вистава привернула широку увагу незвичайною участю в ній глядачів і стала хітом. Після цього відбулися постановки цієї вистави в декількох інших театрах в США. В 1941 році за мотивами п'єси був знятий фільм, який сюжетом досить відрізняється від оригіналу п'єси. П'єсу також адаптували для транслювання по телебаченню та радіо.
Айн Ренд мала багато гострих суперечок з Елом Вудсом через те що він вносив зміни до сценарію і навіть вводив нових персонажів, що не подобалось Айн Ренд. Кульмінацією їхньої суперечки стало слухання в арбітражі через те що Вудс вкрав в Ренд частину гонорару щоб оплатити послуги професійного сценариста.

## Історія

### Передісторія

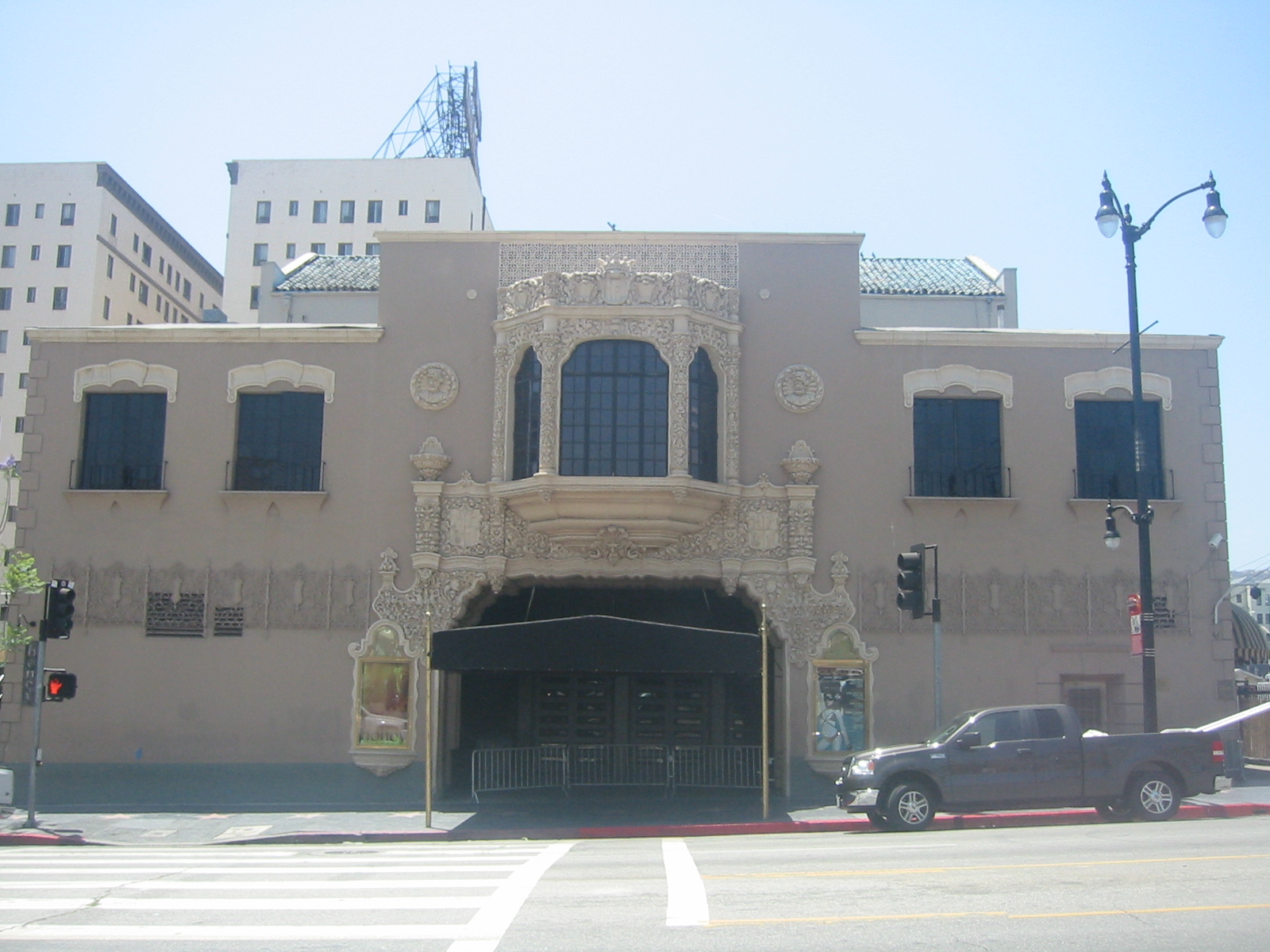
Театр «Авалон» в Голівуді, де відбулась прем'єра п'єси.

Айн Ренд отримувала натхнення для написання п'єси «Ніч 16 січня» з двох джерел. Першим була мелодрама «Суд над Мері Д'юган», створена в 1927 році. В ній розказувалось про суд над танцівницею яка вбила свого багатого коханця, що дало Айн Ренд ідею що в її п'єсі має показуватися судовий процес. Вона хотіла, щоб кінцівка п'єси залежала від результату судового процесу, а не була фіксованою. Підґрунтям для створення образу вбитого Бйорна Фолкнера став Івар Крюгер, шведський бізнесмен відомий як «Сірниковий король» через володіння ним монополій на виготовлення сірників, який скоїв самогубство в березні 1932. Коли у його бізнес-імперії почалися серйозні фінансові проблеми, він застрелився після того, як був звинувачений у потаємних і скоріш за все незаконних операціях. Цей інцидент дав авторці ідею зробити жертвою бізнесмена зі складним характером, який дав одразу декільком людям привід його вбити.
Ренд написала «Ніч 16 січня» в 1933 році. На той момент їй було 28 років і вона жила в США вже 7 років після імміграції з СРСР, де її антикомуністичні погляди могли поставити її під загрозу. До цього вона ніколи не писала п'єс сама, хоча до того вона працювала в Голівуді помічницею сценариста у кінорежисера і продюсера Сесіля Блаунт Де Мілля, а пізніше в костюмерній кінокомпанії RKO Pictures. У вересні 1932 вона продала свій перший власний сценарій «Червона пішка» кіностудії Universal Studios та звільнилась із RKO Pictures, щоб дописати свій перший роман «Ми, живі». Ренд написала «Ніч 16 січня» сподіваючись заробити трохи грошей щоб завершити роман. В 1934 році її агент намагався продати її роман та п'єсу, але йому весь час відмовляли. Сценарій «Червона пішка» був «покладений на полицю», а контракт на його дописування закінчився. Чоловік Айн Ренд актор Френк О'Коннор отримував тільки незначні ролі з маленькими гонорарами, що поставило подружжя у скрутне матеріальне становище. Коли останні гроші зароблені на «Червоній пішці» закінчилися, Ренд отримала пропозицію про купівлю п'єси «Ніч 16 січня» від продюсера Ела Вудса, який раніше працював над виставою «Суд на Мері Д'юган» на Бродвеї. Контракт включав умову, що Вудс зможе вносити правки в сценарій. Побоюючись що він внесе правки, які будуть суперечити її баченню п'єси, що зробить її звичайною та пересічною, Ренд йому відмовила. Через деякий час вона прийняла пропозицію від валійського актора Едварда Кліва поставити п'єсу в Лос-Анджелесі. Прем'єра відбулась 22 жовтня 1934 в театрі «Авалон» в Голівуді.

### Постановка на Бродвеї

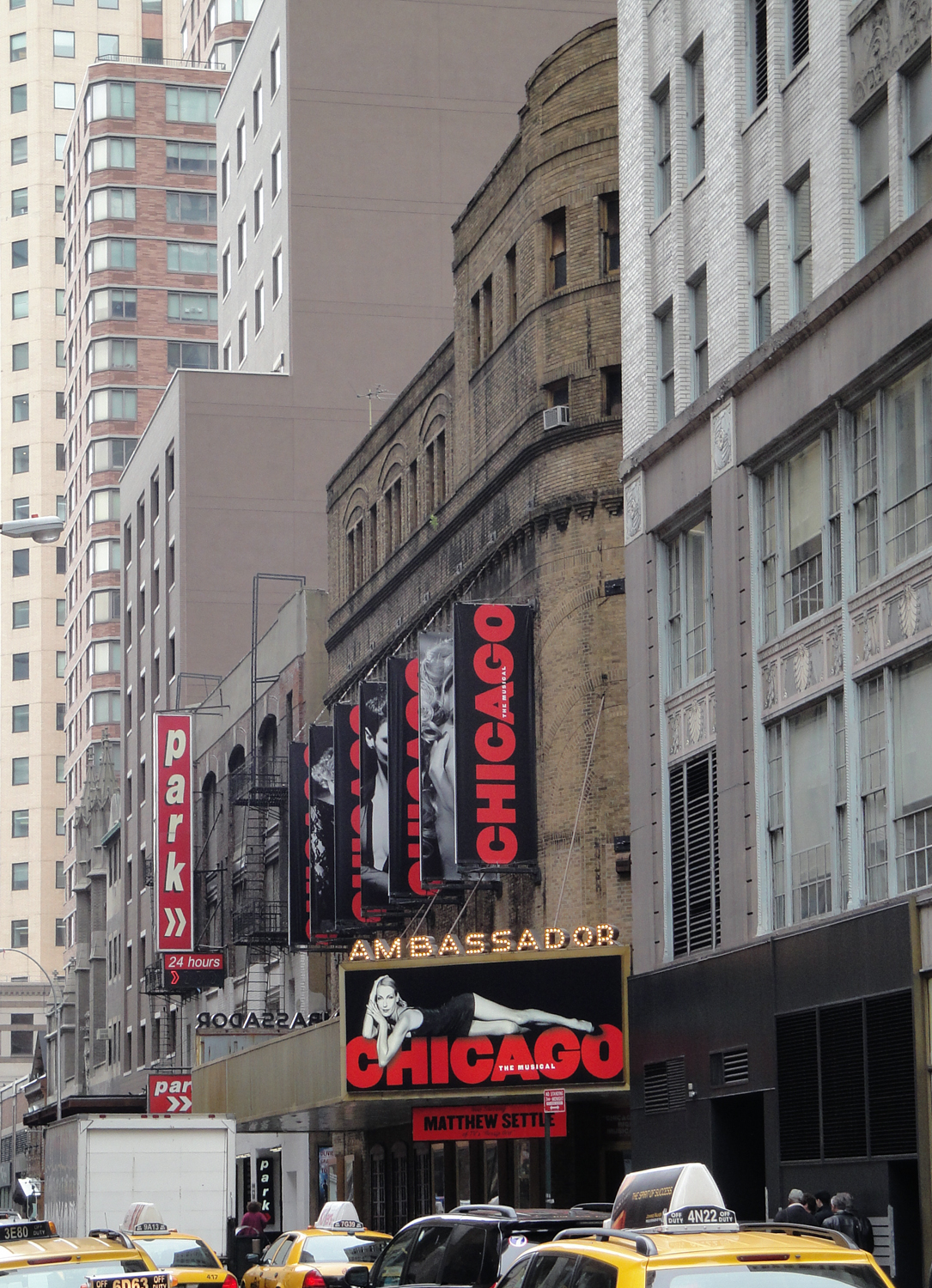
Театр «Амбасадор» на Бродвеї.

Після закінчення постановки п'єси у Лос-Анджелесі, Ел Вудс ще раз запропонував Айн Ренд поставити п'єсу на Бродвеї. Попри те, що він був прославленим продюсером, в тридцятирічній кар'єрі якого було багато постановок, які мали великий успіх, на початку 30-их років він втратив більшість своїх статків та не робив успішних постановок протягом останніх декількох років. Те, що йому відмовила письменниця-початківець, вразило його і збільшило його інтерес. Вудс не відступався від своєї позиції, що він повинен мати змогу вносити зміни до сценарію, але він вніс зміни до контракту, які давали більший вплив авторці. Айн Ренд неохоче, але уклала із ним угоду.
Айн Ренд приїхала до Нью-Йорку на початку грудня 1934 для підготовки до постановки п'єси. Виникли проблеми із фінансуванням постановки, тож її відклали на декілька місяців, поки Вудс не домовився про фінансування із власником театру Лі Шубертом. Коли робота відновилась, стосунки Ренд із Вудсом почали різко погіршуватись через те, що Вудс вимагав внести до сценарію зміни, які Ренд пізніше описала як «застарілі та недоречні мелодраматичні прийоми». Вудс зробив успіх на Бродвеї завдяки низькопробним мелодрамам і у «Ночі 16 січня» йому не подобалось те, що він називав «пихаті промови».
Контракт дозволяв Вудсу наймати співробітників, яких він вважав необхідними для роботи зі сценарієм, і платити їм частину гонорару автора. Вудс найняв Джона Хейдена режисером і почав платити йому десяту частину гонорару авторки. Попри те, що Хейден був успішним Бродвейським режисером, Айн Ренд він не подобався. Пізніше вона його називала «Бродвейський дармоїд». Коли почався кастинг у Філадельфії, Вудс почав вимагати ще більших змін до сценарію, але Ренд як і раніше йому відмовляла. Вудс найняв автора популярної п'єси «П'ятизірковий кінець» Луїса Вайтценкорна на посаду консультанта зі сценарію. Відношення Айн Ренд до Вайтценкорна було набагато ворожішим, ніж до Вудса та Хейдена. Вони сварилися не лише через зміни до сценарію, але також і через політичні супеперечності. Вудс почав платити Вайтценкорну за рахунок гонорару Айн Ренд, про він їй навіть не повідомив. Айн Ренд подала скаргу на Вудса до Американської арбітражної асоціації. Вона поскаржилась на те, що Вайтценкорн отримував гонорар за рахунок її гонорару попри те, що він за весь час своєї роботи додав до сценарію лише одну репліку. Після двох слухань асоціація постановила що Вайтценкорн все ж таки має отримати гонорар, але не за рахунок гонорару Айн Ренд. Попри усі суперечності між Вудсом та Ренд, прем'єра вистави у Нью-Йорку відбулась 16 вересня 1935 в театрі «Амбасадор», яким володів Лі Шуберт, і її показували протягом наступних семи місяців. Її закрили 4 квітня 1936 після 283 вистав.

### Подальші постановки
Після успіху постановки на Бродвеї, Вудс вирішив поставити п'єсу в інших містах, починаючи із Сан-Франциско, де прем'єра відбулась 30 грудня 1935 в театрі «Джирі» і постановка п'єси тривала протягом п'яти тижнів. Після цього почалась постановка у Лос-Анджелесі, де прем'єра відбулась 1 березня 1936 в театрі «Ель-Капітан». Після закриття постановки на Бродвеї, Вудс почав турне по країні, яке включало постановки в Бостоні та Чикаго. Також відбулось декілька закордонних постановок: в Лондоні (почалась 29 вересня 1936 і включала 22 вистави), в Монреалі (почалась 16 червня 1941) та в Сіднеї (почалась 19 червня 1944). Наступного разу п'єса була поставлена лише в лютому 1973 року в театрі «МакАлпін Руфтоп» на Бродвеї. Постановка тривала з 22 лютого до 18 березня і складалася із 30 вистав.
«Ніч 16 січня» була останнім театральним успіхом як для Айн Ренд, так і для Ела Вудса. Наступна п'єса Айн Ренд «Ідеал» так і не була продана, а театральна адаптація роману «Ми, живі» в 1940 році провалилась. Роман Айн Ренд «Джерело», написаний в 1943 році, став успішним і забезпечив їй фінансову стабільність. Ел Вудс зробив ще декілька постановок, жодна з яких не була успішною, і помер в 1951 році банкрутом.

### В Україні

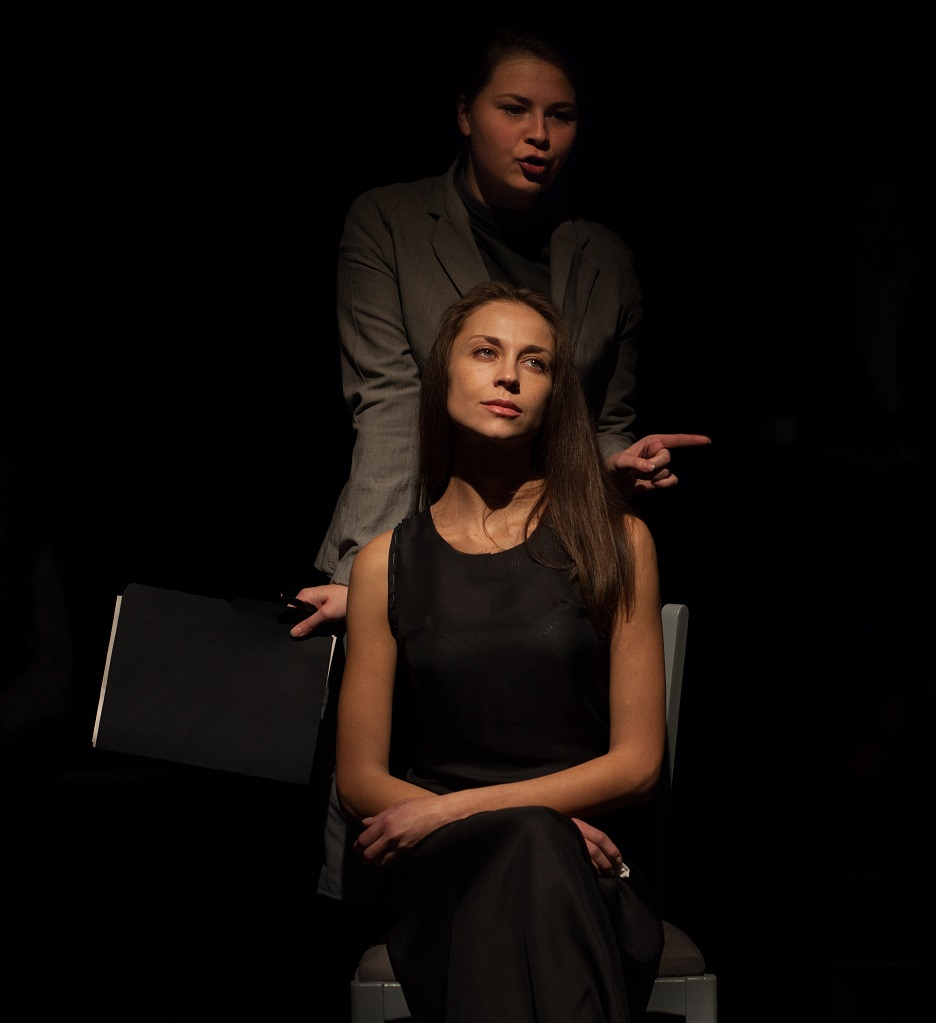
Допит Карен Андре. Вистава «Чесного театру»

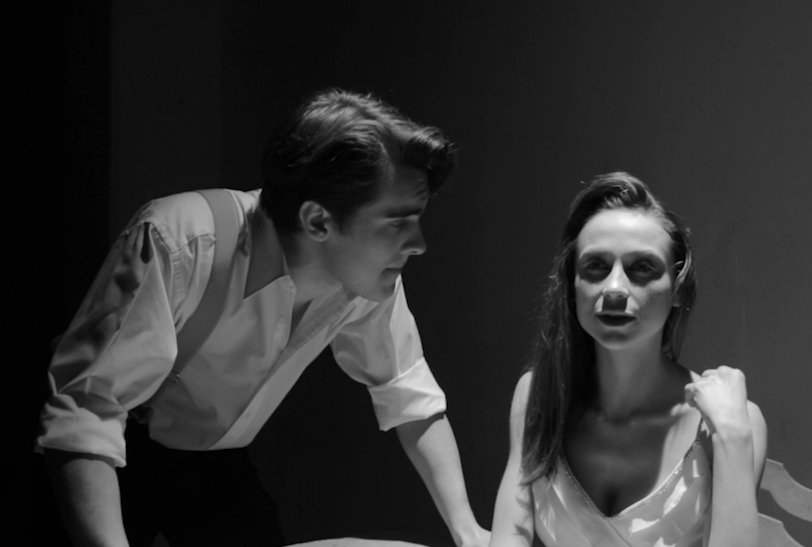
Кадр з промо-ролика вистави «Ніч 16 січня» Чесного театру. Владислав Лисак в ролі інспектора Суіні та Лорена Колібабчук в ролі Карен Андре.

В Україні «Ніч 16 січня» вперше поставив колектив «Чесного театру» (режисер — Катерина Чепура) в перекладі Артура Переверзєва українською мовою. Прем'єра відбулась на базі Театрального центру «Пасіка» у Національному університеті «Києво-Могилянській академії» 19 жовтня 2016 року. Згідно із задумом режисера, глядачі потрапляють не на виставу, а на судове засідання, під час якого головну героїню Карен Андре судять за вбивство шведського мільйонера Бйорна Фолкнера. Присяжних також обирають з-поміж глядачів, і в кінці судового засідання вони виносять свій вирок. На прем'єрі вистави був присутній Ярон Брук, директор Інституту Айн Ренд.

## Сюжет

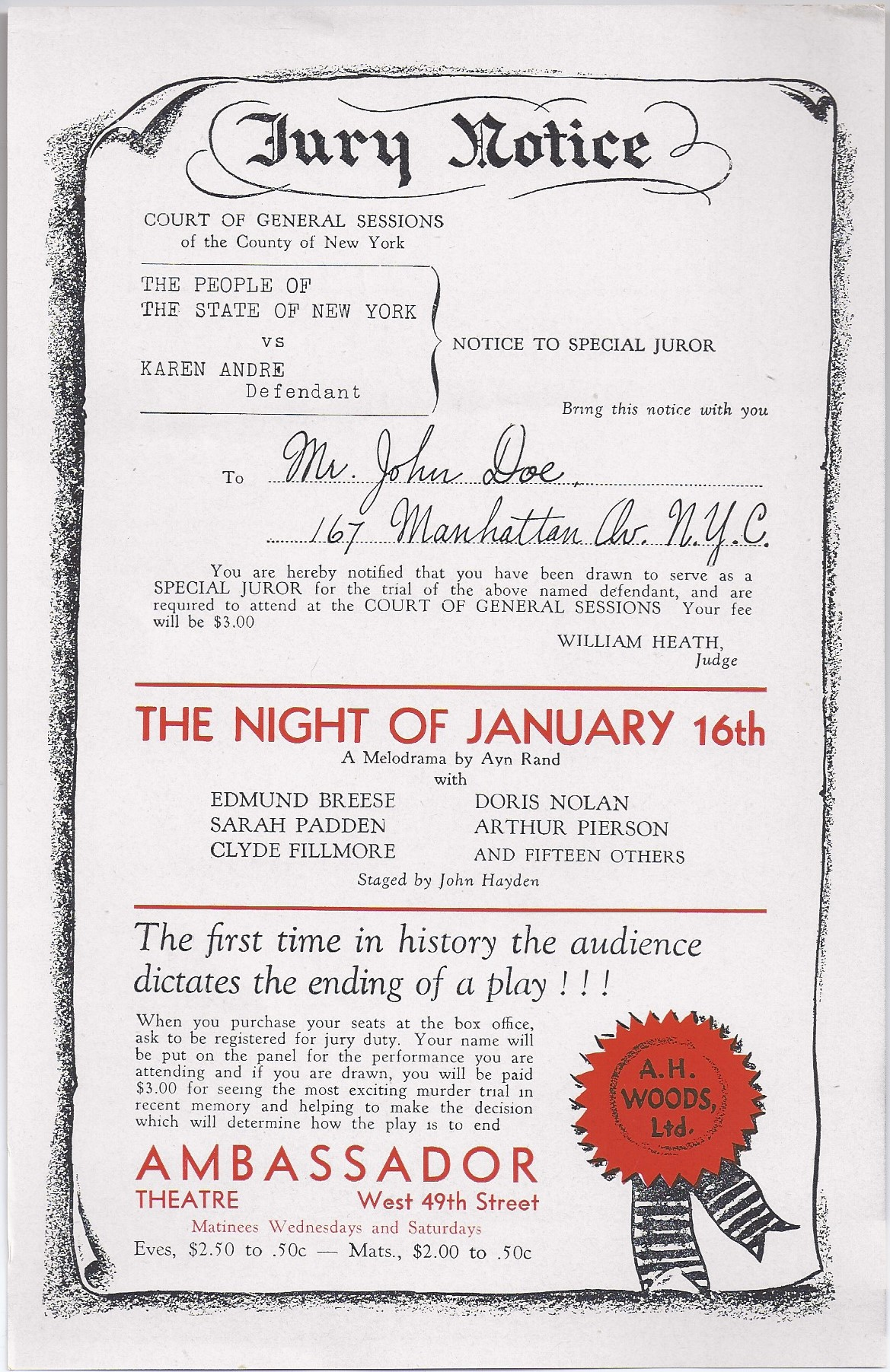
Запрошення відвідати «Ніч 16 січня» у театрі «Амбасадор» у ролі присяжного.

Сюжет показує судовий процес над секретаркою Карен Андре, яку звинувачують у вбивстві свого начальника-бізнесмена Бйорна Фолкнера. З початком фінансової кризи йому почало загрожувати банкрутство. Всі події п'єси відбуваються в судовій залі. Бйорн Фолкнер не з'являється у п'єсі, а лише згадується. На судовому процесі обговорюються події ночі 16 січня, коли Фолкнер і загинув. В ту ніч Фолкнер та Андре були разом у пентхаусі Фолкнера в Фолкнер Білдінг в Нью-Йорку, коли Фолкнер впав із балкона і розбився.
П'єса складається із трьох актів, під час яких адвокат захисту Стівенс та окружний прокурор Флінт викликають свідків і заслуховують їхні свідчення, при чому свідчення свідків захисту і свідків обвинувачення суперечать один одному.
На початку першого акту суддя просить секретаря суду вибрати присяжних з-поміж глядачів і посадити на місця для присяжних. Як тільки це зроблено, починається вступне слово обвинувачення. Прокурор Флінт розповідає, що Карен Андре була не лише секретаркою Фолкнера, але і його коханкою. Він також розповідає, що Фолкнер звільнив і кинув Андре заради Ненсі Лі Фолкнер, що дало Андре мотив для вбивства. Після цього Флінт викликає декількох свідків обвинувачення, починаючи із судово-медичного експерта, який стверджує, що тіло Фолкнера було настільки понівечене, що неможливо встановити чи був він вже мертвий на момент падіння, чи ні. Після цього нічний сторож та приватний детектив розповідають про те що бачили тієї ночі, інспектор поліції розповідає що знайшов передсмертну записку Фолкнера, дуже релігійна покоївка Фолкнера із яскраво вираженим несхваленням розповідає про роман Фолкнера з Андре та про те що бачила Андре з іншим чоловіком в ніч весілля Фолкнера, Ненсі Лі Фолкнер розповідає про знайомство й одруження із Фолкнером, описуючи ці події як ідеальні та дуже романтичні. Акт завершується заявою Карен Андре, у якій вона звинувачує Ненсі Лі Фолкнер у брехні.
В другому акті продовжується заслуховування свідків обвинувачення. Починається акт із заслуховування банкіра Джона Грехема Вітфілда, який є батьком Ненсі Лі Фолкнер та тестем Бйорна Фолкнера, а також керівником Національного банку Вітфілда і філантропом. Він розповідає про великий кредит, який він надав Бйорну Фолкнеру. Після того як адвокат захисту Стівенс ставить Вітфілду декілька питань, він робить припущення що Вітфілд насправді купив для своєї дочки одруження. Далі починається виступ сторони захисту. Починається заслуховування свідків захисту. Бухгалтер Фолкнера повідомляє про звільнення Андре через два тижні після його одруження, про події ночі 16 січня та про фінансові справи Фолкнера. Карен Андре робить заяву у якій повідомляє про свою участь разом із Фолкнером у фінансових махінаціях. Вона каже що не ображалась на Фолкнера за одруження з іншою жінкою, бо це була ділова угода для отримання грошей від Вітфілда. Коли вона розповідає про причини для самогубства Фолкнера, в залі суду неочікувано з'являється гангстер Ларі «Гатс» Реган і повідомляє Андре, що Фолкнер мертвий. Попри те, що її судять за вбивство Фолкнера, вона шокована цією новиною і через це непритомніє.
Третій і останній акт починається зі свідчень Карен Андре. Вона виглядає засмученою, на відміну від попередніх актів. Карен Андре розповідає що вона разом із Фолкнером та Реганом інсценувала самогубство Фолкнера, щоб він міг втекти із грошима Вітфілда. Реган, який був закоханий в Андре, надав їм тіло нещодавно вбитого гангстера «Шульги» О'Тула, яке вони пізніше перевдягнувши в одяг Бйорна Фолкнера, скинули з даху пентхауса Фолкнера. Прокурор Флінт ставить Андре декілька запитань, після чого робить припущення, що Андре і Реган шантажували Фолкнера, знаючи про його фінансові махінації. Після цього заслуховуються свідчення Регана. Він стверджує, що чекав на Фолкнера за містом із власним літаком, щоб допомогти йому втекти, бо Фолкнер не вмів керувати літаком, після того як залишив тіло О'Тула для Андре, але так і не дочекався. Літак теж кудись зник. Пізніше, за словами Регана, він замість Фолкнера зустрів Вітфілда, який виписав Регану чек взамін на мовчання. Через місяць Реган таки знайшов літак. Він був обгорілим і в середині було обгоріле тіло з двома дірками від куль, яке, як припустив Реган, було тілом Фолкнера. Після того як прокурор Флінт поставив Регану декілька питань, він висунув власну версію подій: Реган сам помістив вкрадене тіло в літак, щоб створити сумніви у винуватості Андре, а чек від Вітфілда був платою банді Регана за захист. У версії п'єси, яка ставилась на Бродвеї, далі заслуховується як свідок танцівниця та дружина О'Тула, яка стверджує, що Реган вбив її чоловіка. Цей персонаж відсутній в оригінальній версії, яку відстоювала сама авторка. Після цього захист і обвинувачення роблять свої останні виступи.
Після останніх виступів сторін присяжні йдуть до іншого приміщення, щоб ухвалити рішення, а персонажі п'єси тим часом повторюють основні тези зі своїх свідчень поки на них сфокусоване світло прожекторів. Через деякий час присяжні повертаються й оголошують свій вердикт, в залежності від якого може бути дві невеличкі кінцівки. Якщо присяжні виправдовують підсудну, вона дякує їм. Якщо присяжні визнають її винною, то вона натякає на те, що збирається скоїти самогубство.

## Персонажі
- Карен Андре — підсудна, яку звинувачують у вбивстві Бйорна Фолкнера
- адвокат Стівенс — адвокат Карен Андре, який представляє сторону захисту
- окружний прокурор Флінт — представляє у суді сторону обвинувачення
- суддя Вільям Хіт
- секретар суду
- пристав
- доктор Кіркланд — судово-медичний експерт, який прибув на місце події, щоб оглянути тіло Фолкнера
- Джон Хатчінс — нічний сторож у Фолкнер Білдінг
- Гомер ван Фліт — приватний детектив найняти Ненсі Лі Фолкнер, щоб слідкувати за Бйорном Фолкнером
- Елмер Суіні — інспектор поліції, який першим прибув на місце події, щоб розслідувати смерть Фолкнера
- Магда Свенсон — дуже релігійна покоївка Фолкнера
- Ненсі Лі Фолкнер — дружина Бйорна Фолкнера
- Джон Грехем Вітфілд — банкір, власник Національного банку Вітфілда, батько Ненсі Лі Фолкнер та тесть Бйорна Фолкнера
- Сігурд Джанкіст — бухгалтер Бйорна Фолкнера
- Ларі «Гатс» Реган — гангстер, який закоханий у підсудну Карен Андре
- Роберта ван Ренселар — танцівниця та дружина померлого «Шульги» О'Тула (персонаж відсутній в оригіналі п'єси)

## Назва
Попри те, що п'єса відома під назвою «Ніч 16 січня», вона змінювала назву декілька разів. Робоча назва авторки була «Вбивство в хмарочосі». Коли Едвард Клів узявся за п'єсу, він подумав що поточна назва робить хибне враження що у п'єсі буде щось фантастичне, тому запропонував нову назву «Вердикт». П'єса носила нову назву, запропоновану Клівом, під час репетицій, але дебютувала під назвою «Жінка на суді». Коли Вудс переніс п'єсу на Бродвей, він почав наполягати на новій назві. Він запропонував Айн Ренд на вибір дві назви: «Чорний седан» та «Ніч 16 січня». Ренд не подобались обидві ці назви, але вона обрала «Ніч 16 січня». Пізніше Вудс пропонував ще дві зміни назви, але Ренд на них категорично не погодилась. Перед самою прем'єрою на Бродвеї він запропонував перейменувати п'єсу на «Ніч молода», а вже після прем'єри пропонував щоденно перейменовувати п'єсу відповідно до сьогоднішньої дати.
Коли в 1968 році вийшла остаточна версія п'єси, Айн Ренд написала, що хоч їй і не подобається Бродвейська назва, але вона вже надто відома, щоб змінювати її знову. В цій самій передмові Ренд пише про те, що, на її думку, Карен Андре є невинною у вбивстві Фолкнера і, що це є цілком очевидним для тих хто розуміє філософію Об'єктивізму.

## Екранізації

### Кінематограф
В жовтні 1934 права на екранізацію п'єси були продані кінокомпанії Metro-Goldwyn-Mayer. Вони найняли Ренд, щоб написати сценарій до фільму, але зйомки відмінили. Після того, як термін опціону Metro-Goldwyn-Mayer вичерпався, Вудс збирався екранізувати п'єсу за допомогою власної компанії, але в 1938 році права на екранізацію купила кінокомпанія RKO Pictures за 10 тисяч доларів, які були поділені навпіл між Ренд та Вудсом. В липні 1939 права були перепродані кінокомпанії Paramount Pictures, яка і випустила фільм "Ніч 16 січня" в 1941 році. Ренд не брала участі у виробництві фільму.
В цьому фільмі сюжет був кардинально змінений. Сюжет фокусується на моряку Стівені ван Руйлі, який успадкував посаду в раді директорів компанії, якою володіє Бйорн Фолкнер. На відміну від п'єси, де Фолкнер на момент сюжету вже мертвий, на початку фільму він ще живий і він помирає тільки всередині фільму. Підозра у вбивстві падає на секретарку Бйорна Фолкнера на ім'я Кіт Лейн. Стівен ван Руйл вирішує почати власне розслідування, щоб виправдати Лейн. В кінці фільму з'ясовується що Фолкнер імітував власну смерть і тепер переховується на Кубі. Айн Ренд розкритикувала цей фільм, назвавши його «дешевим, паскудним і вульгарним». Фільм не отримав великої популярності і більшість відгуків про нього були негативними.
В 1989 році в Боллівуді була випущена інша екранізація п'єси мовою гінді.

### Телебачення та радіо
П'єса «Ніч 16 січня» декілька разів показувалась у телевізійних програмах у 50-их та 60-их. Першою була програма «Бродвейський телетеатр» на каналі WOR-TV, де «Ніч 16 січня» показали 14 лютого 1952. 10 травня 1956 п'єсу показали у телепрограмі «Театр люкс-відео» на каналі CBS. Пізніше її показали в програмі «П'єса тижня» на британському телеканалі ITV 12 січня 1960. Спочатку планувалось показати п'єсу на ITV 6 жовтня 1959, але її перенесли на пізніше щоб уникнути трактування цього як політичного коментаря, оскільки тоді проходили парламентські вибори. Перша та єдина радіоадаптація п'єси прозвучала в етері радіостанції BBC Home Service 4 серпня 1962.